# Richard Roundtree
Richard Roundtree (Nueva Rochelle, Nueva York; 9 de julio de 1942-Los Ángeles, California; 24 de octubre de 2023) fue un actor estadounidense. Se hizo reconocido por interpretar a John Shaft en Shaft en 1971 y en sus cuatro secuelas entre 1972 y 2019. Por su actuación en la primera parte, fue nominado al Globo de Oro a la nueva estrella del año - Actor en 1972.

## Vida personal
Roundtree fue diagnosticado con una forma rara de cáncer de mama en 1993, y fue tratado con una doble mastectomía y quimioterapia.
Falleció de cáncer de páncreas en su residencia de Los Ángeles, California el 24 de octubre de 2023. Tenía 81 años.

## Filmografía

### Cine
- What Do You Say to a Naked Lady? (1970)
- Shaft (1971)
- Embassy (1972)
- Shaft's Big Score (1972)
- Charley One-Eye (1973)
- Shaft en África (1973)
- Earthquake (1974)
- Man Friday (1975)
- Diamonds (1975)
- Portrait of a Hitman (1977)
- Escape to Athena (1979)
- A Game for Vultures (1979)
- Day of the Assassin (1979)
- Inchon (1981)
- An Eye for an Eye (1981)
- Q (1982)
- One Down, Two to Go (1982)
- Young Warriors (1983)
- The Big Score (1983)
- Killpoint (1984)
- City Heat (1984)
- The Fifth Missile (1986)
- Jocks (1987)
- Maniac Cop (1988)
- Party Line (1988)
- Angel 3: The Final Chapter (1988)
- Crack House (1989)
- Night Visitor (1989)
- The Banker (1989)
- Bad Jim (1990)
- Bloodfist III: Forced to Fight (1992)
- Amityville: A New Generation (1993)
- Seven (1995)
- Once Upon a Time...When We Were Colored (1995)
- Theodore Rex (1996)
- Original Gangstas  (1996)
- George of the Jungle (1997)
- Steel (1997)
- Shaft (2000) – como John Shaft
- Antitrust (2001)
- Corky Romano  (2001)
- Al's Lads (2002)
- Boat Trip (2003)
- Max Havoc: Curse of the Dragon (2004)
- Brick (2005)
- All the Days Before Tomorrow (2007)
- Speed Racer  (2008)
- Son of Shaft (2019)
- Moving On (2023)
- Thelma (2024)

### Televisión
- Firehouse (1973, película para televisión)
- Roots (1977, miniserie)
- A.D. (1985, miniserie)
- Outlaws (1986)
- Amen (1989)
- A Different World (1989)
- MacGyver (1990)
- Beverly Hills, 90210 (1991)
- L.A. Law (1992)
- Christmas in Connecticut (1992)
- Bonanza: The Return (1993)
- Shadows of Desire (1994, película para televisión)
- Bonanza: Under Attack (1995)
- The Fresh Prince of Bel-Air (1996)
- Having Our Say: The Delany Sisters' First 100 Years
 (1999, película para televisión)
- Joe and Max (2002, película para televisión)
- Painkiller Jane (2005, película para televisión)
- The War at Home (2005-2007)
- Scarface: The World Is Yours (2006) (videojuego; rol de voz)
- Héroes (2007)
- Ladies of the House (2008, película para televisión)
- Lincoln Heights (2008)
- Knight Rider (2009)
- Meet the Browns (2010)
- The Mentalist  (2011)
- Being Mary Jane (2013–2018)
- Chicago Fire (2015)